# Nikolaj Vasil'evič Smirnov
Nikolaj Vasil'evič Smirnov (Mosca, 4 ottobre 1900 – Mosca, 2 giugno 1966) è stato un matematico russo, conosciuto per i suoi contributi in statistica e teoria della probabilità. Il test di Kolmogorov-Smirnov prende il nome da lui.

## Onorificenze
Smirnov ha ricevuto il Premio di Stato U.S.S.R. nel 1951, la Bandiera Rossa del Lavoro e diverse medaglie.